# Napiriša

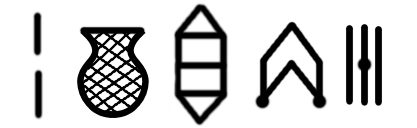
Napiriša in elamischer Strichschrift. Die elamische Strichschrift kann auf Inschriften von rechts nach links und umgekehrt geschrieben sein. Auf dem Bild wurden die Zeichen unserem Leseverständnis angepasst und sind von links nach rechts zu lesen.

Napiriša war ein elamischer Gott, dessen Spuren sich bis ins späte 3. Jahrtausend v. Chr. zurückverfolgen lassen. Die beiden Logogramme DINGIR.GAL und d.GAL werden ihm zugeordnet. Sein Zeichen ist die menschenköpfige Schlange, die das lebensspendende Süßwasser symbolisiert.
Die Ursprünge von Napiriša werden häufig in den östlichen Hochlandgebieten von Elam vermutet. Ein wichtiger Beleg dafür ist die Identifizierung von Napiriša und seiner Gefährtin Kiriša auf dem Felsrelief von Kurangun. Die Herkunft des Gottes aus dem östlichen Hochland könnte auch seine Popularität in den Verwaltungsarchiven von Persepolis erklären. Ein Siegel aus dem Festungsarchiv von Persepolis zeigt eine Statue, die Napiriša darstellt. Sie ist flankiert von zwei Mischwesen, einem Fischmann und einem Ziegenfisch. Beide Mischwesen werden mit der mesopotamischen Gottheit Ea verbunden, aber durch die iranische Quellenangabe ist Napiriša gemeint, der über die Akkulturation Einzug in den iranischen Pantheon gehalten hat.

## Forschungsgeschichte
1962 wurden Tontafeln in Tschogha Zanbil entdeckt, die den elamischen König Untash.d.GAL aus dem 13. Jahrhundert v. Chr. als Gründer des Tempels für Humban erwähnen. Bis zu dieser Entdeckung wurde das Sumerogramm DINGIR.GAL mehrheitlich von den Wissenschaftlern mit Humban identifiziert und als Folge davon das elamische Logogramm GAL mit der Determinanten d ebenso. Gemäß dem damaligen Forschungsstand tauchte der Begriff Napiriša erstmals auf den Inschriften von Naqsch-e Rostam in elamischer Sprache auf und wird auf der entsprechenden altpersischen Inschrift mit Der Große Gott übersetzt. Als Bestandteil eines Eigennamens (ku-uk.na-pi-ri-ša) war Napiriša hingegen bereits im 18. Jahrhundert v. Chr. auf zwei Tontafeln von Susa nachweisbar. Walther Hinz interpretierte 1965 unter Einbezug von assyrischen und akkadischen Texten Napiriša als Epitheton von Humban: „Die Lösung unseres Problems wäre also, dass die Elamiten DINGIR.GAL schrieben; dass sie es napiriša aussprachen; und dass sie damit Humban, ihren großen Gott, meinten“.
Die Identifizierung von DINGIR.GAL mit Humban wurde bereits 1901 von Jean-Vincent Scheil angezweifelt. Die Meinung, dass Napiriša als eigenständiger Gott zu behandeln wäre, setzte sich aber in der Forschung erst in den 1970er Jahren mehr und mehr durch. Die Erwähnungen im Festungsarchiv von Persepolis, in denen Napiriša oder sein Logogramm mehrmals als Empfänger von Opferriten und Opfergaben aufgeführt wird, untermauern die Verehrung der Gottheit noch zur Zeit der Achämeniden.
Die inzwischen ältesten Erwähnungen des Gottes stammen von Inschriften in elamischer Strich- und Keilschrift, die auf das späte 3. Jahrtausend v. Chr. datiert werden.